# Brie Larson
Brianne Sidonie Desaulniers (sinh ngày 1 tháng 10 năm 1989), thường được biết đến với nghệ danh Brie Larson, là một nữ diễn viên người Mỹ. Nổi danh qua các vai phụ trong những bộ phim hài khi còn là một thiếu nữ, cô dần phát triển sự nghiệp của mình với các vai chính trong cả phim độc lập lẫn phim bom tấn. Larson đã gặt hái được nhiều giải thưởng danh giá, bao gồm một giải Oscar, một giải Quả cầu vàng và một giải Primetime Emmy. Năm 2019, cô được tạp chí Time vinh danh là một trong 100 người có ảnh hưởng nhất thế giới.
Khi mới 6 tuổi, Larson trở thành học viên trẻ tuổi nhất được nhận vào chương trình đào tạo tại American Conservatory Theater. Cô bắt đầu sự nghiệp diễn xuất của mình vào năm 1998 với một tiểu phẩm hài trên The Tonight Show with Jay Leno. Năm 2001, Larson tham gia với vai trò diễn viên chính trong bộ phim sitcom Raising Dad và từng thử sức với âm nhạc bằng việc phát hành album Finally Out of P.E. vào năm 2005. Cô tiếp tục đảm nhận các vai phụ trong một số phim hài như Hoot (2006), Scott Pilgrim vs. the World và Cớm học đường (2012), cũng như vào vai một cô gái tuổi teen có tính cách chua ngoa trong loạt phim truyền hình United States of Tara (2009–2011).
Bước ngoặt lớn trong sự nghiệp của Larson đến từ vai diễn chính của cô trong bộ phim độc lập được đánh giá cao Short Term 12 (2013). Nữ diễn viên tiếp tục đảm trách các vai phụ trong bộ phim tình cảm The Spectacular Now (2013) và bộ phim hài Trainwreck (2015). Nhờ vào vai diễn nạn nhân bị bắt cóc trong bộ phim chính kịch Room (2015), Larson đã giành được giải Oscar cho Nữ diễn viên chính xuất sắc nhất. Bộ phim phiêu lưu năm 2017 Kong: Đảo Đầu lâu đánh dấu lần đầu tiên cô tham gia một bộ phim có kinh phí lớn. Sau đó, cô đóng vai Captain Marvel trong Vũ trụ Điện ảnh Marvel, bắt đầu từ Đại uý Marvel (2019). Larson thủ vai chính trong loạt phim ngắn Lessons in Chemistry (2023), vai diễn này giúp cô nhận được đề cử giải Primetime Emmy cho Nữ diễn viên chính xuất sắc nhất.
Larson là đồng biên kịch và đồng đạo diễn của hai bộ phim ngắn, đồng thời ra mắt vai trò đạo diễn điện ảnh với tác phẩm hài-chính kịch độc lập Unicorn Store (2017). Với vai trò nhà sản xuất loạt phim thực tế ảo The Messy Truth VR Experience (2020), cô giành được giải Primetime Emmy cho Chương trình tương tác xuất sắc nhất. Là một nhà hoạt động vì bình đẳng giới và là người ủng hộ quyền lợi cho những nạn nhân bị tấn công tình dục, Larson không ngần ngại bày tỏ quan điểm của mình về các vấn đề xã hội và chính trị.

## Thiếu thời

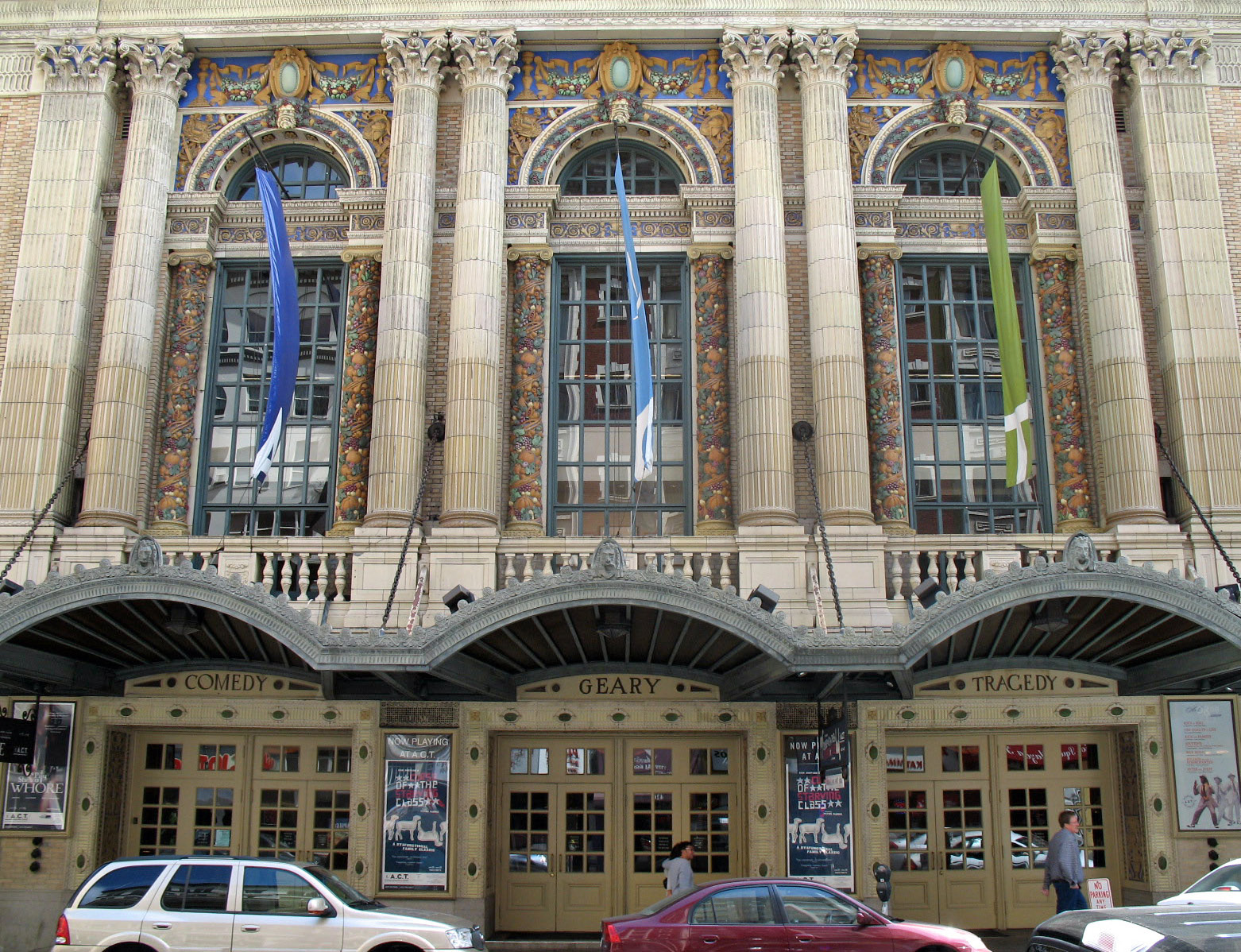
American Conservatory Theater ở San Francisco, nơi Larson là học viên trẻ tuổi nhất từng được nhận vào

Brianne Sidonie Desaulniers sinh ngày 1 tháng 10 năm 1989 tại Sacramento, California trong một gia đình có mẹ là Heather (nhũ danh Edwards) và cha là Sylvain Desaulniers, cả hai đều là bác sĩ trị liệu thần kinh cột sống theo phương pháp vi lượng đồng căn và cùng nhau điều hành một phòng khám. Họ có một cô con gái khác tên là Milaine. Cha cô là người Manitoba gốc Pháp, nên tiếng Pháp là ngôn ngữ đầu tiên mà Larson học. Cô mang hai quốc tịch Canada và Hoa Kỳ. Nữ diễn viên chủ yếu được giáo dục tại nhà. Cô tin rằng nhờ hình thức giáo dục này mà cô có cơ hội khám phá những trải nghiệm sáng tạo và trừu tượng. Khi mô tả về thời thơ ấu của bản thân, Larson tự nhận mình là một cô bé "nghiêm túc và cứng nhắc", cũng như có mối quan hệ rất gần gũi với mẹ. Tuy nhiên, cô lại khá nhút nhát và phải đối mặt với chứng lo âu xã hội. Vào những dịp hè, Larson tự viết kịch bản và đạo diễn những bộ phim ngắn tại gia. Cô mời các anh chị em họ tham gia diễn xuất và ghi hình ngay trong gara nhà mình. Lên 6 tuổi, Larson bày tỏ mong muốn trở thành một diễn viên và về sau, cô cho rằng "nghệ thuật sáng tạo luôn tồn tại bên trong tôi". Cùng năm đó, cô tham gia buổi tuyển chọn cho một chương trình đào tạo tại American Conservatory Theater ở San Francisco và trở thành học viên trẻ tuổi nhất của chương trình. Larson cho biết cô muốn trở thành diễn viên sau khi xem Jennifer Lopez trong phim Selena (1997).
Khi Larson lên 7 tuổi, cha mẹ cô ly hôn. Nữ diễn viên có mối quan hệ không mấy tốt đẹp với cha mình và chia sẻ rằng: "Khi còn nhỏ, tôi đã cố gắng thấu hiểu ông ấy và hoàn cảnh [của gia đình] lúc đó. Nhưng ông ấy đã tự làm hại chính mình. Tôi không nghĩ rằng ông ấy thực sự muốn làm cha." Ngay sau khi ly hôn, Heather đã chuyển đến Los Angeles cùng hai cô con gái để giúp Larson theo đuổi ước mơ diễn xuất. Họ phải sống trong một căn hộ nhỏ gần các xưởng phim Hollywood ở Burbank với điều kiện kinh tế vô cùng hạn hẹp. Larson đã mô tả trải nghiệm trên: "Chúng tôi sống trong một căn hộ tồi tàn chỉ với một phòng duy nhất, phải dùng giường gấp và mỗi người chỉ có vỏn vẹn ba bộ quần áo." Dù vậy, cô vẫn nhớ về quãng thời gian ấy với nhiều kỷ niệm đẹp và biết ơn mẹ mình vì đã làm tất cả những gì có thể để chăm lo cho họ.
Do họ của cô khó phát âm, nên nữ diễn viên đã lấy nghệ danh Larson từ tên của bà cố người Thụy Điển, cũng như từ một con búp bê American Girl tên là Kirsten Larson mà cô nhận được khi còn nhỏ. Cô bén duyên với diễn xuất khi góp mặt trong một đoạn quảng cáo nhại lại Barbie mang tên "Malibu Mudslide Barbie", được phát sóng trên chương trình The Tonight Show with Jay Leno vào năm 1998. Sau đó, Larson tiếp tục đảm nhận các vai khách mời trong một số loạt phim truyền hình như Touched by an Angel và Popular. Năm 2000, cô được chọn tham gia bộ phim sitcom Schimmel của Fox, nhưng dự án này đã bị hủy bỏ trước khi lên sóng do ngôi sao chính Robert Schimmel được chẩn đoán mắc bệnh ung thư.

## Sự nghiệp

### 2001–2008: Khởi đầu sự nghiệp và con đường âm nhạc
—Larson hồi tưởng về những ngày đầu sự nghiệp của mình vào năm 2015
Vai diễn chính đầu tiên của Larson là cô con gái út Emily của nhân vật do Bob Saget thủ vai trong loạt phim sitcom Raising Dad của the WB, trong một mùa duy nhất được phát sóng trên truyền hình theo lịch trình năm 2001–02. Hal Boedeker của tờ Orlando Sentinel đã chỉ trích chương trình này và nhận xét rằng dàn diễn viên hầu như chỉ "vui vẻ đùa cợt xuyên suốt chương trình". Sau đó, ban đầu Larson được chọn tham gia loạt phim sitcom Hope & Faith của ABC, nhưng cô và một số diễn viên khác đã bị thay thế sau khi tập phim thí điểm không được phát sóng. Năm 2003, cô đóng vai chính cùng Beverley Mitchell trong bộ phim của Disney Channel tên Right on Track, dựa trên câu chuyện có thật về hai chị em tay đua xe drag Erica và Courtney Enders, cũng như đóng các vai phụ trong hai bộ phim hài Sleepover và 13 Going on 30 vào năm 2004.
Larson bắt đầu có hứng thú với âm nhạc từ năm 11 tuổi khi cô học chơi guitar. Một giám đốc âm nhạc đã khuyến khích cô tự viết các ca khúc của riêng mình và cô bắt đầu tự thu âm cũng như đăng tải các bài hát lên trang web cá nhân. Sau khi không được chọn vào vai Wendy Darling trong bộ phim Peter Pan năm 2003, Larson đã sáng tác và thu âm ca khúc "Invisible Girl", bài hát này sau đó đã được phát sóng trên đài KIIS-FM. Không lâu sau, cô ký hợp đồng thu âm với Tommy Mottola của Casablanca Records; cô và Lindsay Lohan là hai nghệ sĩ duy nhất được hãng đĩa này ký hợp đồng vào thời điểm đó. Năm 2005, Larson phát hành album Finally Out of P.E., trong đó cô đồng sáng tác các ca khúc với nhiều nhạc sĩ khác như Blair Daly, Pam Sheyne, Lindy Robbins và Holly Brook. Cô đặt tên album này theo tên một giáo viên thể dục mà cô không thích và cho biết các bài hát cô viết chủ yếu là về những cơ hội việc làm thất bại. Một trong những đĩa đơn của album, "She Said", đã xuất hiện trên loạt chương trình Total Request Live của MTV, góp mặt trong danh sách video được phát nhiều nhất hàng tuần của Billboard và đứng thứ 31 trên bảng xếp hạng Billboard Hot Single Sales. Larson đã đi diễn cùng Jesse McCartney trong chuỗi sự kiện "Rock in Shop" tại các trung tâm thương mại do Teen People tổ chức, cô cũng là ca sĩ mở màn trong chuyến lưu diễn Beautiful Soul của McCartney và biểu diễn tại cuộc diễu hành Lễ Tạ ơn của Macy's (Macy's Thanksgiving Day Parade) ở thành phố New York. Tuy nhiên, album lại không thành công về mặt thương mại, với doanh số bán ra chỉ được 3.500 bản. Larson sau đó thừa nhận rằng cô cảm thấy mất phương hướng và thất vọng với sự nghiệp âm nhạc của mình, bày tỏ: "Tôi muốn tự sáng tác tất cả các bài hát của mình, nhưng [hãng thu âm] lại e ngại điều đó. Tôi muốn đi giày thể thao và chơi guitar—họ thì lại muốn tôi đi giày cao gót và để tóc tung bay trong gió."
Năm 2006, Larson được chọn đóng cùng Logan Lerman và Cody Linley trong bộ phim hài Hoot, xoay quanh nhóm thanh thiếu niên tìm cách bảo vệ một đàn cú. Tác phẩm nhận về nhiều đánh giá tiêu cực, song Ruthe Stein của San Francisco Chronicle đã đánh giá cao Larson và Linley vì họ mang đến "một chút hơi hướng Indiana Jones vào vai diễn của mình". Một năm sau, cô có một vai nhỏ trong bộ phim chính kịch Remember the Daze do Amber Heard đóng chính, nữ diễn viên còn cho ra mắt một tạp chí nghệ thuật và văn học mang tên Bunnies and Traps, nơi cô viết những chuyên mục chia sẻ quan điểm cá nhân và nhận bài viết từ các nghệ sĩ, tác giả khác. Larson thừa nhận cô đã nhiều lần nghĩ đến việc từ bỏ con đường diễn xuất vào thời điểm đó, vì gặp khó khăn trong việc tìm kiếm vai diễn phù hợp và cho rằng nguyên nhân là do các nhà làm phim không thể định hình cô vào một dạng vai cụ thể. Nữ diễn viên cảm thấy đặc biệt nản lòng khi vuột mất những vai quan trọng trong các bộ phim Thirteen (2003) và Juno (2007). Để trang trải cuộc sống, Larson đã làm DJ tại câu lạc bộ.

### 2009–2014: Phim độc lập và bước đột phá
Năm 2009, Larson hóa thân thành Kate Gregson, cô con gái tuổi teen có tính cách chua ngoa đang phải vật lộn với chứng rối loạn đa nhân cách của mẹ mình (do Toni Collette thủ vai) trong loạt phim hài-chính kịch United States of Tara của Showtime. Ban đầu, vai diễn này được giao cho Portia Doubleday nhưng Larson đã được chọn để thay thế sau khi quay xong tập thí điểm. Trong bài đánh giá mùa đầu tiên cho tờ The New York Times, Alessandra Stanley nhận xét rằng Larson đã thể hiện rất xuất sắc hình ảnh của một "thiếu nữ thực thụ", trong khi Tim Goodman của San Francisco Chronicle khen ngợi cô vì đã tìm thấy sự tinh tế trong vai diễn của mình. Larson cho biết hành trình tìm kiếm ý nghĩa cuộc sống của nhân vật cô đảm nhận phản ánh hành trình của chính bản thân cô và nữ diễn viên cảm thấy rất buồn khi loạt phim bị hủy bỏ sau ba mùa vào năm 2011. Cũng trong năm 2009, cô đóng vai chính cùng với Rooney Mara trong Tanner Hall, một bộ phim tuổi mới lớn kể về bốn cô gái trong trường nội trú. Dù không đánh giá cao bộ phim, Betsy Sharkey của Los Angeles Times vẫn khen ngợi Larson vì đã mang đến "một trong những phân đoạn hài hước nhất phim". Trong hai bộ phim khác phát hành cùng năm, cô vào vai một hoạt náo viên lơ đãng trong House Broken và một nữ sinh trung học nổi tiếng trong Just Peck.

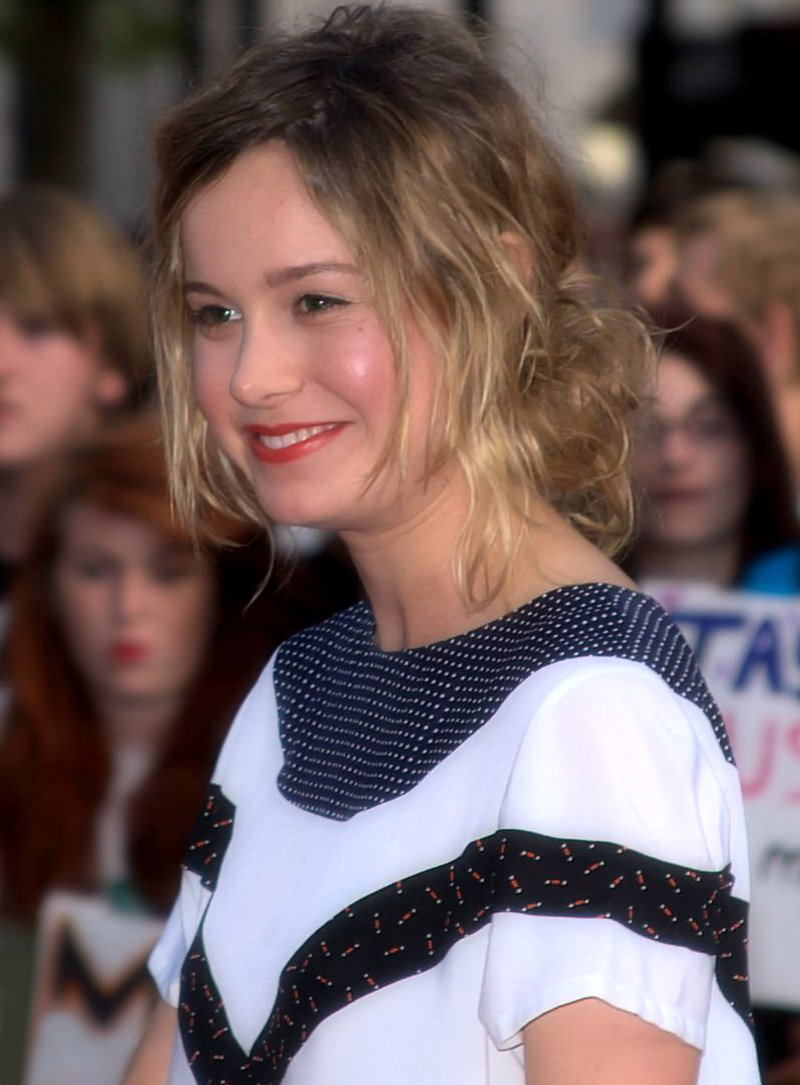
Larson tại buổi ra mắt phim Scott Pilgrim vs. the World ở London vào năm 2010

Tại Liên hoan Sân khấu Williamstown năm 2010, Larson tham gia diễn xuất trong vở kịch Our Town của Thornton Wilder. Vở kịch được đạo diễn bởi Nicholas Martin, trong đó cô thủ vai Emily Webb, một cô gái trẻ già dặn trước tuổi. Trong bài đánh giá về vở kịch cho tờ The Boston Globe, Louise Kennedy cho rằng phiên bản này chưa lột tả được hết những khía cạnh đen tối của nguyên tác và bày tỏ sự tiếc nuối về việc nhân vật do Larson đảm trách thiếu đi sự phát triển theo hướng bi kịch. Về mảng điện ảnh, cô góp mặt trong phim hài-chính kịch Greenberg của Noah Baumbach và phim hài Scott Pilgrim vs. the World của Edgar Wright. Một nhà báo của Slant Magazine nhận định rằng những bộ phim này đã góp phần nâng tầm danh tiếng của cô và Larson từng chia sẻ rằng vai diễn ngôi sao nhạc rock Envy Adams trong Scott Pilgrim vs. the World đã đánh dấu một bước ngoặt trong sự nghiệp của mình. Trong phim, Larson đã biểu diễn ca khúc "Black Sheep" cùng với ban nhạc Metric. Mặc dù không đạt được thành công lớn về mặt doanh thu, Scott Pilgrim vs. the World đã dần trở thành một tác phẩm thu hút được lượng người hâm mộ trung thành. Sau đó, Larson vào vai cô con gái gặp nhiều vấn đề của một viên cảnh sát tham nhũng (do Woody Harrelson thủ vai) trong bộ phim tâm lý Rampart (2011), một vai diễn nặng về cảm xúc mà Larson thừa nhận cô khó có thể thoát vai ngay cả sau khi phim đóng máy. Một cảnh đối đầu giữa Harrelson và cô đã khiến nữ diễn viên vô cùng xúc động; đạo diễn Oren Moverman bất ngờ trước diễn xuất vượt ngoài mong đợi của cô và đã điều chỉnh lại kịch bản để khám phá sâu hơn mối quan hệ cha con trong phim.
Năm 2012, Larson lấn sân sang lĩnh vực làm phim khi đồng biên kịch và đồng đạo diễn bộ phim ngắn The Arm cùng Jessie Ennis và Sarah Ramos. Phim nói về những kỳ vọng của xã hội trong tương lai gần, đã giành giải đặc biệt của ban giám khảo tại Liên hoan phim Sundance. Cô vào vai một thiếu nữ gợi cảm trong bộ phim chính kịch The Trouble with Bliss bị giới phê bình chỉ trích, sau đó cô vào vai nữ sinh trung học Molly trong Cớm học đường, một bộ phim chuyển thể từ loạt phim truyền hình về cảnh sát những năm 1980, đóng cùng Jonah Hill và Channing Tatum. Larson nhận thấy phong cách diễn xuất của mình có phần cứng nhắc hơn so với lối diễn tự nhiên của Hill và gặp thách thức trong những cảnh phim đòi hỏi cô phải ứng biến cùng anh. Dana Stevens của tạp chí Slate đã gọi Larson là "một phát hiện lớn", đồng thời cho biết thêm rằng "cô không chỉ xinh đẹp mà còn hài hước với chất giọng nữ trung khàn khàn độc đáo, và không giống như những nhân vật nữ thường thấy trong các phim cặp đôi, cô toát lên sự chân thực". Với doanh thu phòng vé toàn cầu vượt mốc 200 triệu USD, Cớm học đường trở thành bộ phim được nhiều người xem nhất của Larson tính đến thời điểm đó.

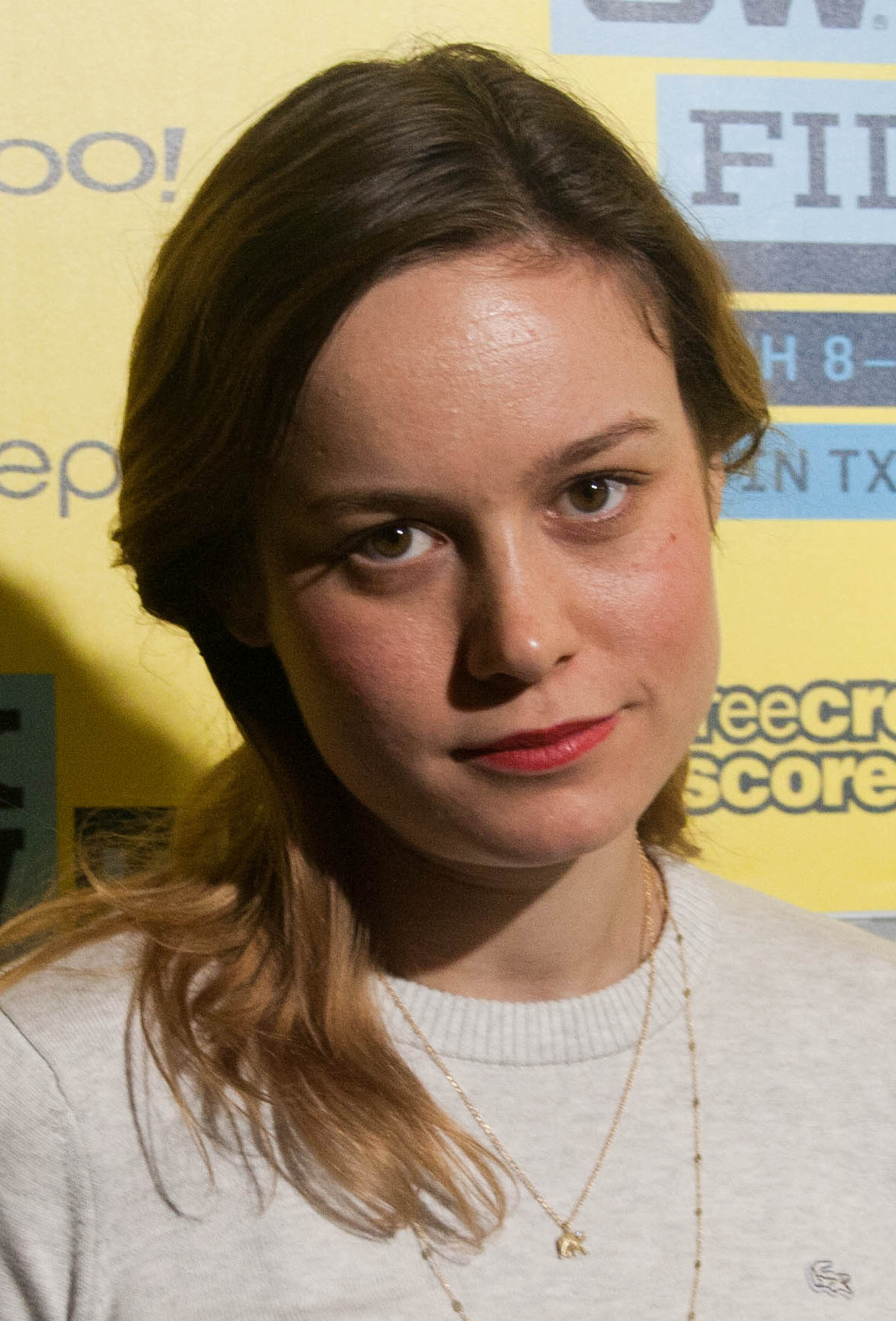
Larson tham dự buổi chiếu phim Don Jon tại South by Southwest năm 2013

Sau khi xuất hiện trong bộ phim sitcom Community, Larson đồng biên kịch và đồng đạo diễn phim ngắn Weighting (2013) cùng Dustin Bowser, xoay quanh một mối quan hệ đầy căng thẳng, đã được trình chiếu tại South by Southwest. Bước ngoặt trong sự nghiệp của Larson đến vào cùng năm khi cô đảm nhận vai chính đầu tiên trong bộ phim độc lập Short Term 12 của đạo diễn Destin Daniel Cretton, một tác phẩm được giới phê bình đánh giá cao. Lấy bối cảnh trong một ngôi nhà tập thể dành cho những thanh thiếu niên gặp rắc rối, Larson hóa thân thành Grace, một nữ giám sát viên đang chịu nhiều tổn thương tinh thần. Để chuẩn bị cho vai diễn, Larson đã tiếp xúc với các nhân viên tại một trại trẻ mồ côi và tìm hiểu về những người có công việc tương tự thông qua các cuộc phỏng vấn trực tuyến. Bộ phim có kinh phí sản xuất dưới 1 triệu USD, song Larson cảm thấy rất hài lòng với môi trường làm việc gần gũi và đầy tính hợp tác. Diễn xuất của cô đã được giới phê bình khen ngợi nồng nhiệt. Manohla Dargis của tờ The New York Times ca ngợi nữ diễn viên là "xuất sắc" và "hoàn toàn thuyết phục", trong khi Ian Freer của Empire cho rằng cô đã "tạo nên một màn trình diễn bùng nổ, khắc họa Grace vừa mạnh mẽ nhưng cũng đầy tổn thương, vừa gai góc nhưng cũng giàu lòng trắc ẩn". Jenny McCartney của The Daily Telegraph dự đoán rằng bộ phim sẽ "[đánh dấu] bước ngoặt mở ra một sự nghiệp rực rỡ cho cô ấy". Larson nhận được đề cử giải Tinh thần độc lập cho nữ diễn viên chính xuất sắc nhất; sau đó cô chia sẻ rằng bộ phim đã khiến nhiều đạo diễn mời cô đóng các dạng vai đa dạng, nhưng cô đã từ chối những vai diễn chỉ xoay quanh tình yêu đơn điệu, thiếu chiều sâu.
Cũng trong năm 2013, Larson đảm nhận các vai phụ trong hai bộ phim tình cảm lãng mạn Don Jon và The Spectacular Now. Trong Don Jon, do Joseph Gordon-Levitt viết kịch bản và đạo diễn, cô vào vai em gái của Don Jon (do Gordon-Levitt thủ vai). Peter Travers của Rolling Stone khen ngợi cách bộ phim khai thác các chủ đề về tình dục và nhận xét Larson đã thể hiện một cách "xuất sắc" vai diễn của mình. Trong The Spectacular Now, với sự tham gia của Miles Teller và Shailene Woodley, cô đóng vai Cassidy, bạn gái cũ của nhân vật do Teller đảm nhận. Cô bị cuốn hút bởi tính chân thực trong cách tác phẩm khắc họa những trải nghiệm thời trung học. Viết cho tạp chí New York, David Edelstein kêu gọi người xem chiêm ngưỡng "sự tinh tế và thông minh mà cô ấy mang đến cho nhân vật Cassidy". Larson vào vai một sinh viên văn học vướng vào mối quan hệ tình ái với giáo sư nghiện cờ bạc của mình (do Mark Wahlberg thủ vai) trong bộ phim tội phạm The Gambler (2014), dựa trên tác phẩm cùng tên năm 1974. Đạo diễn Rupert Wyatt cảm thấy vai diễn này chưa được phát triển đầy đủ và đã chọn Larson để tăng thêm sức nặng cho nhân vật. Tuy vậy, Claudia Puig của USA Today nhận xét rằng "dù rất tài năng, Larson hầu như chỉ có nhiệm vụ phản ứng với các tình huống diễn ra xung quanh".

### 2015–2019: Thành danh
Larson góp mặt trong ba bộ phim phát hành năm 2015. Vai diễn đầu tiên của cô là trong Digging for Fire, một bộ phim hài-chính kịch tập trung vào sự ứng biến của dàn diễn viên, với Jake Johnson đảm nhận vai chính. Quá trình ghi hình diễn ra mà không có kịch bản hoàn chỉnh, Larson đã tự đưa ra nhiều quyết định về hướng phát triển nhân vật của mình ngay tại trường quay, bao gồm cả việc loại bỏ một tuyến truyện tình cảm giữa cô và Johnson vốn được lên kế hoạch từ trước. Tiếp đó, cô vào vai em gái của nhân vật do Amy Schumer thủ vai trong bộ phim hài Trainwreck, phỏng theo cuộc đời của chính Schumer. Larson đã xây dựng vai diễn của mình dựa trên em gái của Schumer, người đồng thời là nhà sản xuất liên kết (associate producer) của bộ phim. Tim Grierson của Screen International đánh giá bộ phim là "sự pha trộn khéo léo giữa tiếng cười, sự lãng mạn và cảm xúc sâu lắng" và cho rằng Larson "nổi bật, [nhưng] hơi bị thiếu đất diễn". Trainwreck đã thu về hơn 140 triệu USD so với kinh phí 35 triệu USD.
Sau đó, Larson đảm nhận vai chính trong Room, một bộ phim chuyển thể từ cuốn tiểu thuyết cùng tên của Emma Donoghue. Trong phim, cô vào vai Ma, một người phụ nữ trẻ bị giam cầm và mang trong mình đứa con là kết quả của một vụ cưỡng hiếp. Vai diễn này không chỉ đòi hỏi sức lực mà còn tiêu tốn rất nhiều cảm xúc của Larson và nữ diễn viên đã lấy cảm hứng từ chính câu chuyện một mình nuôi con của mẹ cô để hóa thân vào nhân vật.  Phần lớn cảnh quay diễn ra ở một căn lán nhỏ chỉ vỏn vẹn 10 ft x 10 ft (khoảng 3 m x 3 m), được dựng ngay trong trường quay. Để chuẩn bị cho vai diễn, Larson đã tự cách ly trong căn hộ của mình suốt một tháng. Cô còn làm việc với các chuyên gia về lạm dụng tình dục và nghiên cứu về sự thiếu hụt dinh dưỡng mà một người bị giam cầm có thể gặp phải. Để có được ngoại hình phù hợp với nhân vật, cô đã tránh tiếp xúc với ánh nắng mặt trời, thay đổi chế độ ăn uống và tập luyện cường độ cao để giảm cân. Larson cũng hợp tác chặt chẽ với bạn diễn Jacob Tremblay (người thủ vai con trai cô) và cả hai đã cùng nhau thực hiện những hoạt động tương tự như nhân vật của họ trong phim. Room nhận được sự tán dương nhiệt liệt từ giới phê bình, đặc biệt là về màn hóa thân của Larson và Tremblay. Kenneth Turan từ tờ Los Angeles Times mô tả diễn xuất của cô là "xuất thần", nhận định rằng "cô ấy đã lột tả nhân vật Ma một cách chân thực và nhập tâm đến khó tin, mang tới một màn trình diễn đầy xúc động, mãnh liệt, vượt trên cả mong đợi của người xem". Với vai diễn này, Larson đã giành được nhiều giải thưởng danh giá, bao gồm giải Oscar cho Nữ diễn viên chính xuất sắc nhất, cũng như giải Quả cầu vàng và BAFTA ở hạng mục tương tự.

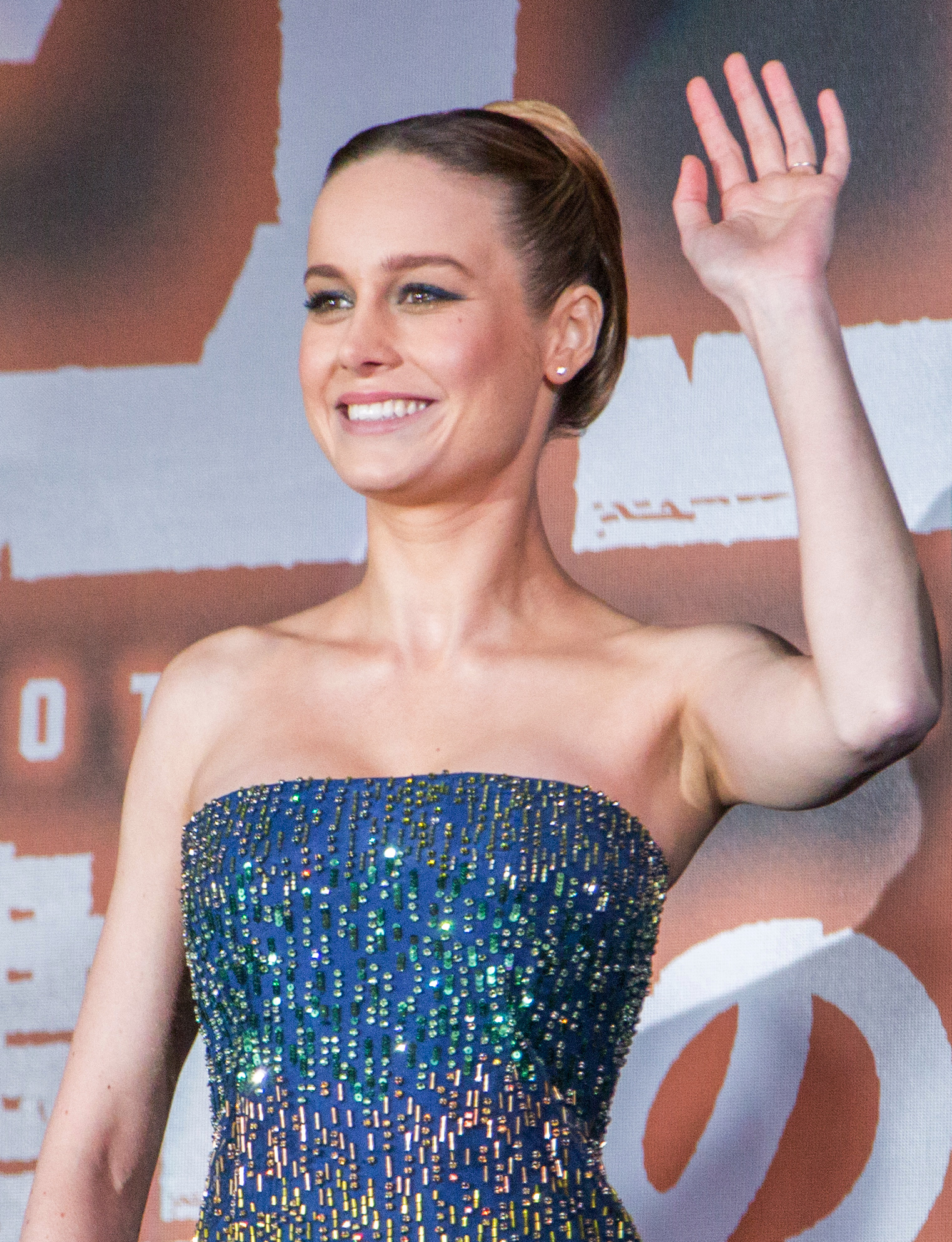
Larson tại buổi ra mắt phim Kong: Đảo Đầu lâu ở Nhật Bản vào năm 2017

Sau thành công của Room, Larson đảm nhận vai chính trong Free Fire (2016), một bộ phim hài-hành động kể về cuộc đấu súng trong nhà kho. Cô đã nhận lời tham gia dự án này nhằm mục đích kêu gọi sự chú ý đến vấn đề bạo lực súng đạn. Eric Kohn của IndieWire đã chỉ ra sự khác biệt rõ rệt giữa vai diễn này của Larson với vai diễn trong Room, đồng thời ca ngợi "phong thái chuyên nghiệp của cô một lần nữa khẳng định khả năng làm chủ mọi cảnh quay chỉ bằng một ánh nhìn". Về mặt thương mại, Free Fire đã thất bại khi không thể thu hồi được khoản đầu tư 7 triệu USD. Larson cũng từng đóng một vai trong bộ phim hài Wiener-Dog của đạo diễn Todd Solondz, nhưng các cảnh quay của cô đã bị cắt khỏi bản phim cuối cùng vì Solondz cho rằng nhân vật này không cần thiết cho mạch truyện. Một năm sau, Larson đóng chính cùng Tom Hiddleston và Samuel L. Jackson trong phần phim thứ hai của thương hiệu MonsterVerse mang tên Kong: Đảo Đầu lâu. Tác phẩm được quay tại Việt Nam và lấy bối cảnh vào thập niên 1970, Larson thủ vai một nữ phóng viên ảnh. Đây là dự án bom tấn thương mại đầu tiên mà Larson tham gia, và mặc dù cô vui mừng khi được đảm nhận một vai không bị ràng buộc bởi ngoại hình, song cũng bày tỏ sự tiếc nuối về việc thiếu vắng các bạn diễn nữ. Ann Hornaday của The Washington Post khen ngợi hiệu ứng hình ảnh của bộ phim và nhận xét rằng "Larson vẫn khẳng định được bản thân dù không có nhiều đất diễn". Kong: Đảo Đầu lâu là một thành công về mặt thương mại, bỏ túi hơn 566 triệu USD trên toàn thế giới.
Cũng trong năm 2017, Larson thủ vai Jeannette Walls trong The Glass Castle, một bộ phim chuyển thể từ cuốn hồi ký cùng tên của Walls, đánh dấu sự tái hợp giữa cô với đạo diễn Destin Daniel Cretton. Phim kể về mối quan hệ của một cô gái trẻ với cha mẹ lập dị của mình (do Woody Harrelson và Naomi Watts đóng). Larson bị cuốn hút bởi cách khắc họa tinh tế mối quan hệ giữa cha mẹ và con cái đầy phức tạp và đồng cảm với chủ đề về sự tha thứ trong phim. Cô đã hợp tác chặt chẽ với Walls và các anh chị em của nữ tác giả này, quan sát tỉ mỉ từng thói quen và cử chỉ của họ. Peter Bradshaw của The Guardian không thích sự ủy mị của The Glass Castle nhưng nhận xét rằng "bộ phim phần nào được cứu vãn nhờ sự mạnh mẽ toát ra từ diễn xuất của Brie Larson". Basmati Blues, một bộ phim nhạc kịch lãng mạn lấy bối cảnh ở Ấn Độ mà Larson đã quay từ năm 2013, cũng nhận về những phản ứng tiêu cực và bị chỉ trích trên mạng xã hội vì cốt truyện theo mô-típ vị cứu tinh da trắng. Tại Liên hoan phim Quốc tế Toronto 2017, Larson ra mắt bộ phim điện ảnh đầu tay do cô làm đạo diễn mang tên Unicorn Store, một tác phẩm hài-chính kịch mà nữ diễn viên cũng kiêm nhiệm vai chính. Tác phẩm sau đó được Netflix phát hành kỹ thuật số vào năm 2019. Cô vào vai một sinh viên nghệ thuật mất phương hướng, bị mê hoặc bởi những con kỳ lân. Larson đã từng thử vai không thành công vào năm 2012 cho bộ phim này khi Miguel Arteta được chỉ định làm đạo diễn. Sau khi quá trình sản xuất bị đình trệ, Larson được mời đảm nhận cả vai trò đạo diễn lẫn đóng vai chính. Cô bị cuốn hút bởi cốt truyện kỳ ảo và nhận thấy sự tương đồng giữa hành trình của nhân vật này với trải nghiệm của bản thân khi làm đạo diễn. David Ehrlich của IndieWire không đánh giá cao bộ phim nhưng ghi nhận tiềm năng của Larson trong vai trò nhà làm phim.

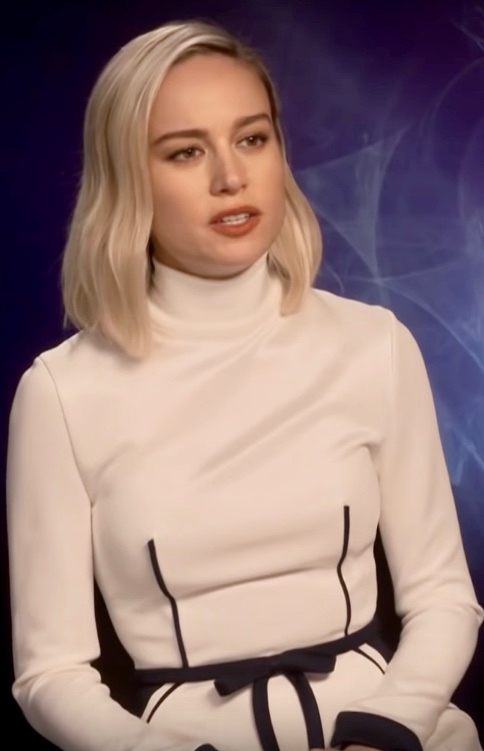
Larson quảng bá cho Đại uý Marvel vào năm 2019

Sau một năm vắng bóng trên màn ảnh, Larson vào vai Carol Danvers / Captain Marvel trong bộ phim siêu anh hùng Đại uý Marvel (2019) của Vũ trụ Điện ảnh Marvel, đánh dấu bộ phim đầu tiên của Marvel Studios có nhân vật nữ chính. Ban đầu, cô tỏ ra do dự khi đảm nhận một vai diễn có tầm ảnh hưởng lớn như vậy, nhưng sau đó đã nhận lời vì xem đây là cơ hội để truyền cảm hứng cho các phụ nữ trẻ, đồng thời bản thân cô cũng tìm thấy sự đồng cảm với những mặt khiếm khuyết và nhân văn của nhân vật. Để chuẩn bị cho vai diễn, Larson đã dành 9 tháng để luyện tập judo, boxing và đấu vật, cũng như giao lưu với các quân nhân tại Căn cứ Không quân Nellis. Stephanie Zacharek của tạp chí Time viết rằng "Larson, một diễn viên tinh tế và điềm đạm, đã gánh vác toàn bộ câu chuyện một cách xuất sắc" và nhấn mạnh cách cô tỏa sáng trong những khoảnh khắc trầm lắng của bộ phim; David Sims của The Atlantic tỏ ra không hài lòng với sự thiếu chiều sâu trong vai diễn của cô, nhưng vẫn khen ngợi Larson vì đã khắc họa thành công cuộc đấu tranh của nhân vật trong việc tìm kiếm sự độc lập khỏi những người đàn ông độc đoán. Larson tiếp tục đảm nhận vai diễn này trong Avengers: Hồi kết, phần phim mà cô đã quay trước Đại úy Marvel. Hồi kết thu về 2,79 tỷ USD toàn cầu và nhanh chóng trở thành bộ phim có doanh thu cao nhất mọi thời đại vào thời điểm đó, còn Đại úy Marvel trở thành bộ phim siêu anh hùng do nữ chính đóng đầu tiên đạt doanh thu hơn 1 tỷ USD trên toàn cầu.
Cũng trong năm 2019, Larson hợp tác với Destin Daniel Cretton lần thứ ba trong phim Just Mercy, dựa trên cuốn hồi ký của Bryan Stevenson về vụ kết án oan sai đối với tử tù Walter McMillian, với sự tham gia diễn xuất của Michael B. Jordan và Jamie Foxx. Cô đồng ý đảm nhận vai phụ Eva Ansley, một nhà hoạt động của Sáng kiến Công lý Bình đẳng (Equal Justice Initiative), nhằm góp sức vào câu chuyện mà Cretton truyền tải. Owen Gleiberman từ Variety nhận xét rằng Larson đã thể hiện rất tốt sự "bồn chồn, phòng vệ trong vai diễn của mình, thể hiện qua việc nhân vật thường xuyên hút thuốc."

### 2020–nay: Tạm nghỉ ngắn hạn và mở rộng sự nghiệp
Trong thời kỳ đại dịch COVID-19, Larson tạm gác lại sự nghiệp diễn xuất, chia sẻ rằng các vai diễn mình nhận được đều là biến thể của nhân vật mà cô từng thể hiện trong Room. Cảm thấy cần phải điều chỉnh lại bản thân, nữ diễn viên tập trung vào những sở thích cá nhân như làm podcast và vlog. Năm 2020, cô tham gia sản xuất và góp mặt trong một tập của The Messy Truth VR Experience, loạt phim thực tế ảo do Van Jones chế tác, chương trình này đã mang về cho họ giải Primetime Emmy cho Chương trình tương tác xuất sắc nhất. Năm 2022, Larson tái xuất với vai diễn Captain Marvel trong trò chơi công viên chủ đề Avengers Assemble: Flight Force tại Disneyland Paris và trò chơi trên du thuyền Avengers: Quantum Encounter của Disney Wish. Cô cũng bắt tay với Disney+ trong hai dự án. Larson là người chế tác, đạo diễn và dẫn dắt loạt phim tài liệu Growing Up, đồng thời đóng vai chính trong bộ phim thực tế tăng cường ngắn Remembering. Ngoài ra, cô còn xuất hiện với tư cách nhân vật Paradigm trong trò chơi trực tuyến Fortnite Battle Royale. Tại Liên hoan phim Cannes năm 2023, cô đảm nhận vị trí thành viên ban giám khảo.
Sau ba năm tạm ngừng sự nghiệp diễn xuất, Larson trở lại màn ảnh rộng với bộ phim hành động Fast X (2023), phần phim thứ mười trong thương hiệu Fast & Furious. Kevin Fox Jr. từ tạp chí Paste nhận xét rằng cô "tỏa sáng mỗi khi xuất hiện, nhưng lại bị lãng phí trong một vai diễn có phần mờ nhạt". Larson một lần nữa vào vai Captain Marvel trong phần tiếp theo của bộ phim siêu anh hùng Biệt đội Marvel. Tác phẩm nhận về những đánh giá trái chiều từ giới phê bình; doanh thu của Biệt đội Marvel kém xa so với Đại úy Marvel và bị coi là một bom xịt phòng vé. Cô cũng lồng tiếng cho nhân vật Envy Adams trong loạt phim hoạt hình Scott Pilgrim Takes Off. Ngoài ra, Larson còn đảm nhận vai trò người dẫn chuyện khách mời trong sự kiện Disney's Candlelight Processional 2023 tại Disneyland.
Larson đã mời nhà sản xuất Lee Eisenberg phát triển Lessons in Chemistry, một bộ phim chuyển thể từ cuốn tiểu thuyết cùng tên của Bonnie Garmus. Loạt phim ngắn này được phát hành trên Apple TV+ vào năm 2023, xoay quanh nhà hóa học Elizabeth Zott, người bắt đầu làm MC của một chương trình nấu ăn mang đậm tinh thần nữ quyền trong thập niên 1960 tại Mỹ. Trong vai trò nhà sản xuất điều hành, Larson đã dành hai năm để thai nghén dự án và bày tỏ sự hào hứng với cơ hội hiếm có được đồng hành cùng đội ngũ sản xuất trong quá trình xây dựng nên bộ phim cũng như chuẩn bị kỹ lưỡng cho vai diễn của mình. Ross McIndoe của Slant Magazine đã ghi nhận "sự hiện diện đầy sức hút" của Larson và đánh giá cao việc cô tránh biến Zott thành một "hình tượng châm biếm". Cô đã được đề cử giải Primetime Emmy cho Nữ diễn viên chính xuất sắc nhất và giải Quả cầu vàng cho Nữ diễn viên xuất sắc nhất – Miniseries.
Larson ra mắt sân khấu West End vào năm 2025 tại Nhà hát Duke of York với vai diễn trong vở bi kịch Elektra của Sophocles được Anne Carson chuyển ngữ. Để hóa thân vào nhân vật chính Elektra – một người phụ nữ mang mang nỗi oán hận sâu sắc, cô đã quyết định cắt tóc kiểu buzz cut. Larson chia sẻ rằng cô nhận lời tham gia vở diễn để có cơ hội tương tác với "những khán giả không dán mắt vào điện thoại". Tim Bano của Evening Standard đánh giá tác phẩm là một “trải nghiệm nặng nề, khó thấu hiểu”, nhưng vẫn dành lời khen cho nữ diễn viên vì đã "thổi hồn vào từng câu thoại, mang đến nhiều tầng cảm xúc phức tạp từ cay đắng, phẫn uất đến tuyệt vọng". Trong khi đó, Houman Barekat của The New York Times tỏ ra khắt khe hơn, nhận xét: “Dù đầy nhiệt huyết, Larson lại thể hiện một cách kỳ lạ, thiếu tự nhiên và đơn điệu".

## Hoạt động khác

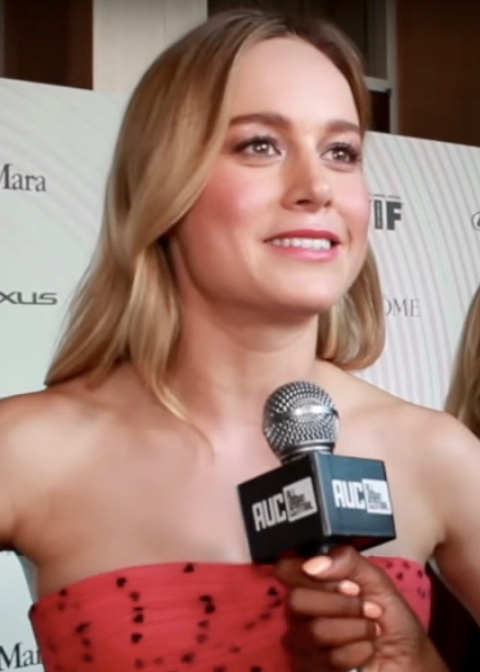
Larson tại lễ trao giải Crystal + Lucy năm 2018

Larson là một nhà hoạt động vì bình đẳng giới và là người ủng hộ quyền lợi cho những nạn nhân của tấn công tình dục. Cô tận dụng danh tiếng của mình để lên tiếng về các vấn đề xã hội và chính trị, khẳng định rằng: "Tôi sẵn sàng dốc toàn lực để trở thành một nhà hoạt động suốt đời, bởi vì tôi cảm thấy việc im lặng là không đúng." Sau màn trình diễn của Lady Gaga tại lễ trao giải Oscar năm 2016, nơi nhiều nạn nhân của lạm dụng tình dục xuất hiện cùng nữ ca sĩ, Larson đã ôm từng người trong số họ khi họ rời sân khấu. Tại lễ trao giải năm tiếp theo, cô là người trao giải Nam diễn viên chính xuất sắc nhất cho Casey Affleck. Tuy nhiên, do những cáo buộc quấy rối tình dục nhắm vào Affleck, cô đã không vỗ tay trong khi cả khán phòng đều đứng dậy hoan nghênh anh. Dù vậy, cô vẫn ôm nam diễn viên và sau đó nói rằng hành động của mình "tự nó đã nói lên tất cả". Năm 2018, Larson hợp tác với 300 phụ nữ ở Hollywood để khởi xướng sáng kiến Time's Up nhằm bảo vệ phụ nữ khỏi quấy rối và phân biệt đối xử. Cùng năm đó, cô trở thành một trong những diễn viên đầu tiên áp dụng điều khoản hòa nhập (inclusion rider) vào các hợp đồng phim ảnh và sự kiện báo chí của mình. Trong một cuộc phỏng vấn vào năm 2019, Larson nhận xét về sự thiếu đa dạng trong giới phê bình và nhà báo điện ảnh, cho rằng họ "chủ yếu là nam giới da trắng", đồng thời ủng hộ sự đa dạng trong ngành. Song, bình luận này đã khiến cô bị chế giễu trực tuyến và trang phim Đại úy Marvel trên Rotten Tomatoes bị đánh giá tiêu cực một cách có chủ đích.
Năm 2014, Larson bắt tay cùng Alia Penner cho ra mắt Women of Cinefamily, một chương trình hàng tháng nhằm tôn vinh các bộ phim do phụ nữ đạo diễn và thủ vai chính trực thuộc tổ chức điện ảnh phi lợi nhuận Cinefamily, nơi Larson là thành viên hội đồng cố vấn. Sau khi hai giám đốc điều hành nam của công ty vướng vào cáo buộc tấn công tình dục, Larson đã lên tiếng ủng hộ các nạn nhân và kêu gọi có những hành động pháp lý chống lại những người đàn ông trên. Larson gia nhập Viện Hàn lâm Khoa học và Nghệ thuật Điện ảnh vào năm 2016 và sau đó trở thành một trong những ứng viên cuối cùng cho vị trí trong ban điều hành của tổ chức này. Năm 2017, cô là một trong số các ngôi sao tham gia gây quỹ cho Motion Picture & Television Fund, một tổ chức từ thiện hỗ trợ các thành viên lớn tuổi trong ngành công nghiệp điện ảnh và truyền hình, cũng như đồng chủ trì một sự kiện của tổ chức Women in Film, tại đây cô kêu gọi các nhà làm phim mạnh dạn lên tiếng phản đối nhiệm kỳ tổng thống của Donald Trump. Nữ diễn viên còn tham gia cuộc Tuần hành Phụ nữ tại Washington và chỉ trích các chính sách của Trump về quyền của người chuyển giới. Tại lễ trao giải Women in Film Crystal + Lucy năm 2018, nơi cô được vinh danh, Larson đã bày tỏ quan ngại về sự thiếu đa dạng trong giới phóng viên điện ảnh và kêu gọi tăng cường sự hiện diện của các tiếng nói thuộc cộng đồng thiểu số trong lĩnh vực phê bình phim. Cô đã đề xuất chỉ tiêu 20% dành cho các nhà báo thuộc nhóm thiểu số tác nghiệp tại Liên hoan phim Sundance và Liên hoan phim quốc tế Toronto. Năm 2019, cô là biên tập viên khách mời cho một số của tạp chí Stylist và tận dụng cơ hội này để nâng cao nhận thức về sự đa dạng và hòa nhập xã hội. Tại Hội nghị Thượng đỉnh Women in the World thường niên, cô đã lên tiếng phản đối sự chênh lệch lương theo giới tính ở Hollywood. Cũng trong năm 2019, tạp chí Variety đã vinh danh Larson vì những đóng góp của cô cho Sáng kiến Công lý Bình đẳng (Equal Justice Initiative). Năm 2020, nữ diễn viên công khai ủng hộ phong trào "cắt giảm ngân sách cho cảnh sát".

## Đời tư và hình ảnh trước truyền thông

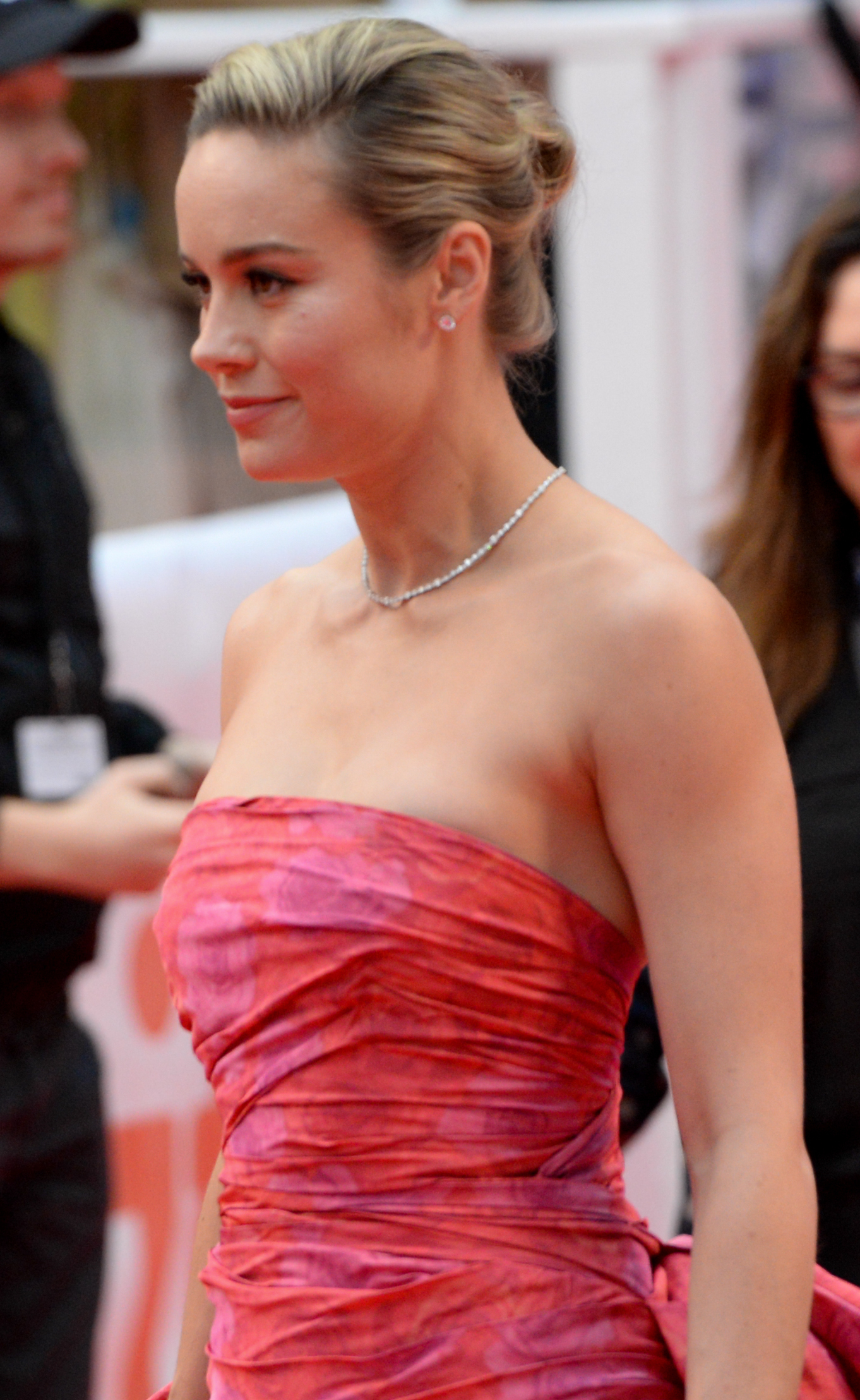
Larson tại Liên hoan phim quốc tế Toronto 2019

Larson kín tiếng về đời tư và từ chối trả lời những câu hỏi khiến cô cảm thấy không thoải mái trong các cuộc phỏng vấn. Nữ diễn viên từng chia sẻ rằng cô muốn giữ sự riêng tư vì sợ bị đánh giá bởi những khiếm khuyết của bản thân, và chính sự riêng tư đó cho phép cô hóa thân vào nhiều dạng vai diễn khác nhau mà không bị đóng khung.
Larson bắt đầu hẹn hò với Alex Greenwald, giọng ca chính của ban nhạc Phantom Planet, vào năm 2013; cả hai đã đính hôn từ năm 2016 đến năm 2019. Họ từng sống chung tại khu Hollywood Hills, Los Angeles. Larson thừa nhận rằng Greenwald đã tạo cho cô một không gian an toàn và khuyến khích cô dám mạo hiểm trong sự nghiệp. Kể từ năm 2019, Larson có mối quan hệ tình cảm với nam diễn viên kiêm nhà làm phim Elijah Allan-Blitz. Đến năm 2023, cô tiết lộ rằng mình đang độc thân, ám chỉ việc cô và Allan-Blitz đã chia tay.
Khi mô tả về tính cách ngoài đời của Larson, Holly Millea từ Elle đã viết vào năm 2016 rằng cô "mang phong thái của một vận động viên, thon gọn và rắn rỏi, bước đi đầy tự tin [nhưng] năng lượng của cô lại ấm áp và gần gũi, như thể đang ôm lấy mọi người". Tác giả Anne Helen Petersen nhận thấy Larson là người "vô cùng ấm áp" và nói thêm rằng cô là "một mọt sách chính hiệu với kiến thức uyên bác, sâu rộng của một người được giáo dục tại nhà". Jennifer Dickison của Porter cho biết chính cá tính "đã phát triển toàn diện" của Larson khiến cô khó có thể bị đóng khung vào bất kỳ khuôn mẫu nào.
Larson chia sẻ rằng cô hứng thú với những bộ phim khắc họa "bản chất con người" và giúp "mọi người cảm thấy gắn kết hơn với chính mình [và] với thế giới xung quanh". Cô thường bị thu hút bởi những vai diễn khác biệt với tính cách của mình và liên quan đến các chủ đề về hoạt động xã hội. Fan Zhong của tạp chí W nhận thấy một chủ đề xuyên suốt trong các nhân vật do cô đảm nhận là "sự quyến rũ, nỗi giằng xé nội tâm và trí thông minh hóm hỉnh". Lenny Abrahamson, đạo diễn của Room, nhận định rằng diễn xuất của Larson "không hề phô trương cường độ mà đôi khi lại thu hút mọi sự chú ý" và cho rằng "sự thấu hiểu về những cuộc đời gian truân" là yếu tố giúp cô thăng hoa trong các vai diễn. Destin Daniel Cretton, đạo diễn của Short Term 12 và The Glass Castle, đã khen ngợi khả năng ứng biến của nữ diễn viên, cho biết: "Tôi không bao giờ biết trước điều gì sẽ xảy ra, và thường thì cô ấy cũng không biết."
Larson duy trì sự hiện diện tích cực trên mạng xã hội và sử dụng nó như một nền tảng để chia sẻ quan điểm cũng như các bài đăng do chính cô chấp bút. Năm 2020, cô ra mắt kênh YouTube của riêng mình. Larson cũng là MC của chương trình podcast Learning Lots cùng với nữ diễn viên Jessie Ennis. Năm 2016, cô được Forbes vinh danh trong danh sách 30 Under 30 cũng như được People đưa vào danh sách sắc đẹp thường niên của họ trong các năm 2016 và 2019. Năm 2018, cô được IndieWire xướng danh là một trong những diễn viên người Mỹ xuất sắc nhất dưới 30 tuổi. Năm 2019, Madame Tussauds New York ra mắt bức tượng sáp của Larson trong tạo hình Captain Marvel. Cùng năm đó, cô được tạp chí Time vinh danh là một trong 100 người có ảnh hưởng nhất thế giới.

## Danh sách phim và giải thưởng
Theo trang tổng hợp đánh giá Rotten Tomatoes, những bộ phim được giới phê bình đánh giá cao nhất của Larson bao gồm Scott Pilgrim vs. the World (2010), 21 Jump Street (2012), Short Term 12 (2013), Don Jon (2013), The Spectacular Now (2013), Trainwreck (2015), Room (2015), Kong: Đảo Đầu lâu (2017), Đại uý Marvel (2019) và  Avengers: Hồi kết (2019).
Larson đã giành được giải Oscar, giải Quả cầu vàng, giải Nghiệp đoàn diễn viên màn ảnh và giải BAFTA cùng nhiều giải thưởng danh giá khác, cho vai diễn của cô trong Room. Nữ diễn viên còn đoạt giải Primetime Emmy cho Chương trình tương tác xuất sắc nhất nhờ vai trò sản xuất loạt phim thực tế ảo The Messy Truth VR Experience (2020).